# Céleste Mogador

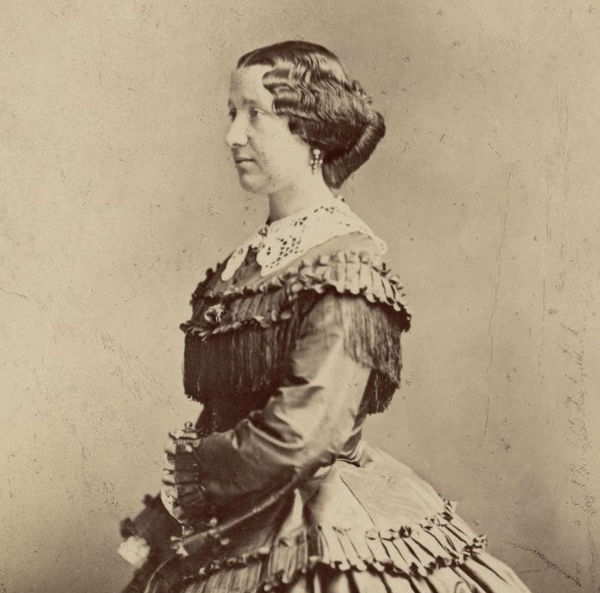
Céleste Mogador

Élisabeth-Céleste Venard, bekend onder haar artiestennaam (Céleste) Mogador en als schrijver bekend als Céleste de Chabrillan, de naam van haar echtgenoot, (Parijs (8e arrondissement), 27 december 1824 - Parijs (18e arrondissement), 18 februari 1909) was een Frans courtisane, artieste en schrijfster.

## Levensloop
Ze was de dochter van een hoedenmaker, die overleed toen ze zes jaar oud was. Om misbruik door de opeenvolgende nieuwe partners van haar moeder en een gedwongen huwelijk te ontlopen, belandde ze in de prostitutie. Al op zestienjarige leeftijd stond ze als prostituee bekend bij de politie. Dankzij een gift van een klant slaagde ze erin het leven in het bordeel achter zich te laten. Ze probeerde zonder succes actrice te worden. Ze was een uitstekende danseres en danste de cancan op het Bal Mabille. Ze trad ook op als circusartieste met een paardrijnummer. In deze periode nam ze de naam Mogador aan, naar de slag bij Mogador in Marokko (1844). Een val van een paard maakte een einde aan deze carrière en een bestaan als courtisane, en Mogador moest opnieuw de kost verdienen als straatprostituee.
Ze leerde Lionel de Chabrillan kennen en begon een veelbesproken affaire met deze jonge edelman. Ze verbleef geregeld op zijn kasteel in Mers-sur-Indre. Mogador bezocht de literaire salons van Parijs en slaagde erin een huis te kopen in Le Poinçonnet. In 1852 aanvaardde De Chabrillan een post als consul in Australië om te ontsnappen aan zijn Franse schuldeisers. In 1854, tijdens een verblijf in Europa, huwde hij met Mogador in Londen. Het koppel reisde naar Australië, maar de memoires die Mogador in deze periode publiceerde, maakten hun verblijf als echtpaar daar onmogelijk. Mogador reisde terug naar Frankrijk en De Chabrillan overleed in 1858 in Australië.
Mogador weigerde een jaarrente aangeboden door de familie van haar overleden man en koos ervoor de titel van gravin de Chabrillan te blijven dragen. Noodgedwongen moest ze haar huis in Le Poinçonnet verkopen. Ze vestigde zich in Parijs als schrijfster van boeken, gedichten, liedteksten en theaterstukken onder de naam Céleste de Chabrillan. Haar roman Les Voleurs d'or (1857), geïnspireerd op haar reis naar Australië, werd gunstig onthaald. Tussen 1862 en 1863 baatte ze het Théâtre des Folies-Marigny uit.
Tijdens het Beleg van Parijs (1870-1871) leidde Mogador een groep vrouwen die de gewonden verzorgde. Na de oorlog bekommerde ze zich om weeskinderen afkomstig uit de Elzas. Ze bleef ook nadien schrijven. De laatste jaren van haar leven bracht ze in armoede door. Ze werd in 1993 herbegraven op de begraafplaats van Le Poinçonnet.

## Werk (selectie)
- Les Voleurs d'or (1857)
- La Sapho (1858)
- Miss Pewel (1859)
- Est-il Fou (1860)
- Un miracle à Vichy (1861)
- Un homme compromis, vaud (1865)
- Émigrants et déportés (1876)
- La Duchesse de Mers (1881)
- Marie Baude (1883)
- Un drame sur le Tage (1885)[1]

## Afbeeldingen

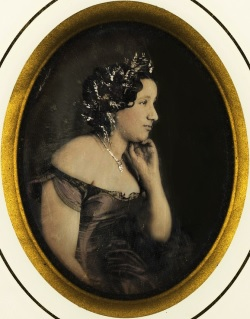
Ingekleurde foto uit 1854
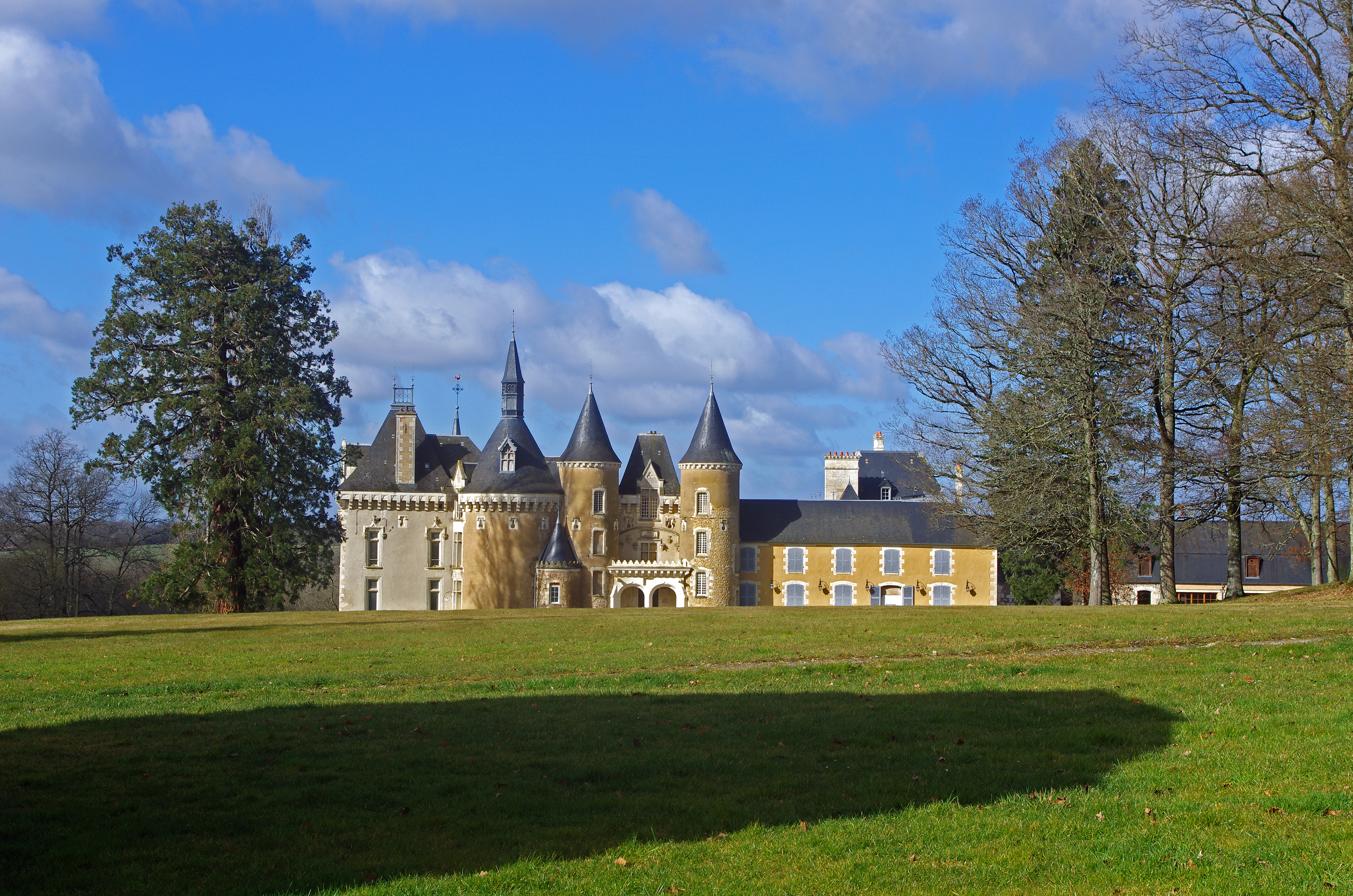
Château du Magnet in Mers-sur-Indre
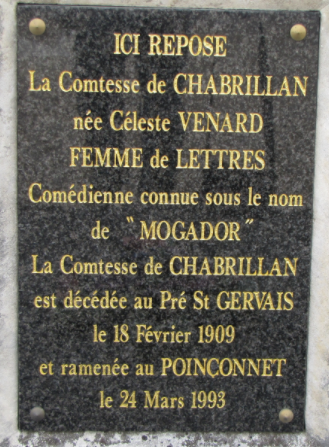
Grafschrift
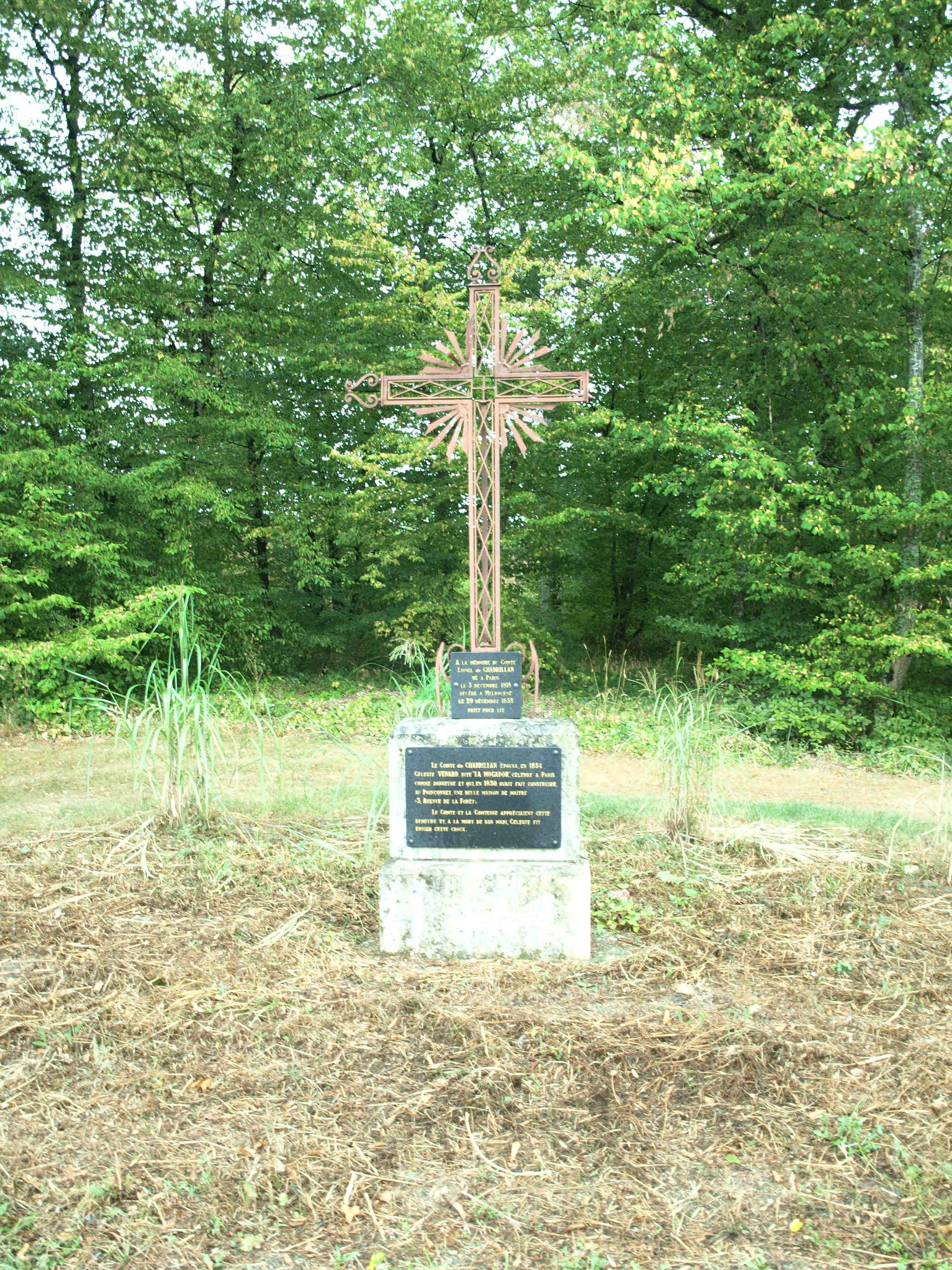
Wegkruis nabij Le Poinçonnet dat Mogador liet oprichten voor haar overleden echtgenoot, omdat het haar ontbrak aan middelen om zijn lichaam te laten repatriëren naar Frankrijk.